# Spinatimonomma hayeki
Spinatimonomma hayeki là một loài bọ cánh cứng trong họ Zopheridae. Loài này được Freude miêu tả khoa học năm 1955.